# لرزانک قهوه‌ای

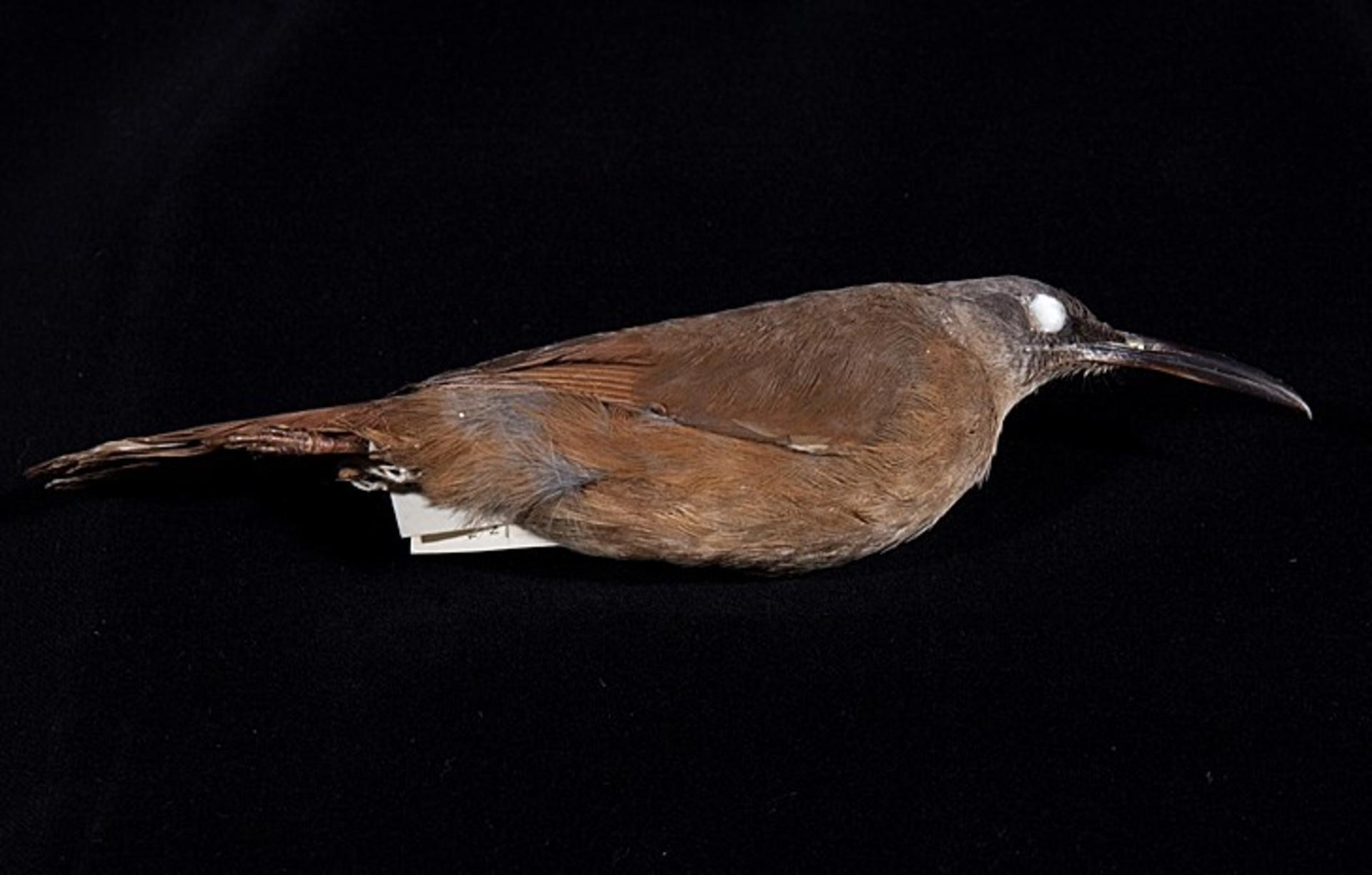
لرزانک قهوه‌ای

لرزانک قهوه‌ای (نام علمی: Cinclocerthia ruficauda) نام یک گونه از سرده لرزانک است.